# María José García Cuevas
María José García Cuevas (Jaén, 18 de marzo de 1964) es una política e ingeniera española. 

## Biografía
Es licenciada en Ingeniería Industrial por la Universidad Politécnica de Madrid, especializada en técnicas energéticas. Ha trabajado en el análisis de seguridad de centrales nucleares y en la consultoría de gestión para empresas e instituciones en el ámbito de la energía, la industria, la banca, los transportes y la Administración pública y los bienes de consumo.
Fue candidata por el PPC a la alcaldía de Porqueras (Gerona) en las elecciones municipales de 2006 y en las elecciones generales de 2008 por Gerona.
En las elecciones autonómicas catalanas de 2010 fue elegida diputada por Barcelona y en las de 2012 fue reelegida. Actualmente es secretaria general del Grupo Parlamentario del Partido Popular de Cataluña en el Parlamento de Cataluña. En las elecciones al Parlamento de Cataluña de 2015 iba séptima en las listas de su partido por Barcelona y fue reelegida porque el PPC obtuvo 8 diputados por esa provincia (11 en total, 8 menos que en 2012).
Era una de los 11 parlamentarios que utilizaban el español en el Parlamento de Cataluña durante la X Legislatura.